# Виноград (община Пале)
Виноград (на сръбски: Виноград) е село в Босна и Херцеговина, разположено в община Пале, в ентитета на Република Сръбска. Намира се на 1062 метра надморска височина. Населението му според преброяването през 2013 г. е 35 души, от тях: 35 (100 %) сърби и 2 (0,73 %) неопределени.

## Население
Численост на населението според преброяванията през годините:
- 1961 – 166 души
- 1971 – 151 души
- 1981 – 104 души
- 1991 – 85 души
- 2013 – 35 души